# مانويل أمادور غيريرو
مانويل أمادور غيريرو (بالإسبانية: Manuel Amador Guerrero)‏ (و. 1833 – 1909 م) هو سياسي من كولومبيا .